# Mohamed Ali Akid
Mohamed Ali Akid född 5 juli 1949 i Sfax, Tunisien, död 11 april 1979 i Riyadh, Saudiarabien, var en tunisisk fotbollsspelare. 
Han spelade i VM-kvalet 1978 med det tunisiska landslaget. Efter, Ali Akid var kontaktad av det saudiska laget Al-Riyadh. Han dog dock den 11 april 1979 vid 29 års ålder. Den officiella versionen av hans död är att Akid slogs av blixtar under ett träningspass. Emellertid finns det en kontrovers om de verkliga omständigheterna för hans död.